# Joe e le api
Joe e le api (Joë chez les abeilles) è una serie animata francese creata da Jean Image in 13 episodi da 5 minuti. È stata trasmessa in prima visione dal dicembre 1960 su ORTF.
L'opera ha avuto due serie sequel: Joe e le formiche (Joë chez les fourmis) e Joë au royaume des mouches.

## Trama
Un bambino di nome Joe difende un alveare da due bambini che volevano rubarne il miele. Per ringraziarlo, l'ape regina e il suo consigliere rimpiccioliscono Joe, in modo da fargli visitare il loro regno.

## Episodi
1. Joë chez les abeilles
2. Joë captif des guêpes
3. Joë et le monstre
4. Joë le gourmand
5. Joë le justicier
6. Joë et le guet-apens
7. Joë et la fable
8. Joë et les pirates
9. Joë et le collier de la Reine
10. Joë fait l'école buissonnière
11. Joë et la fête des abeilles
12. Joë et le ciné-miel
13. Joë et les adieux à la ruche

## Edizione italiana
In Italia la serie è stata trasmessa dal Programma Nazionale Rai dall'8 ottobre 1963.

## Film
Dalla serie è stato tratto nel 1973 il film di montaggio Joe Bum Bum, un viaggio nell'alveare (Joë petit boum-boum), distribuito in Italia nel 1978.